# متکا

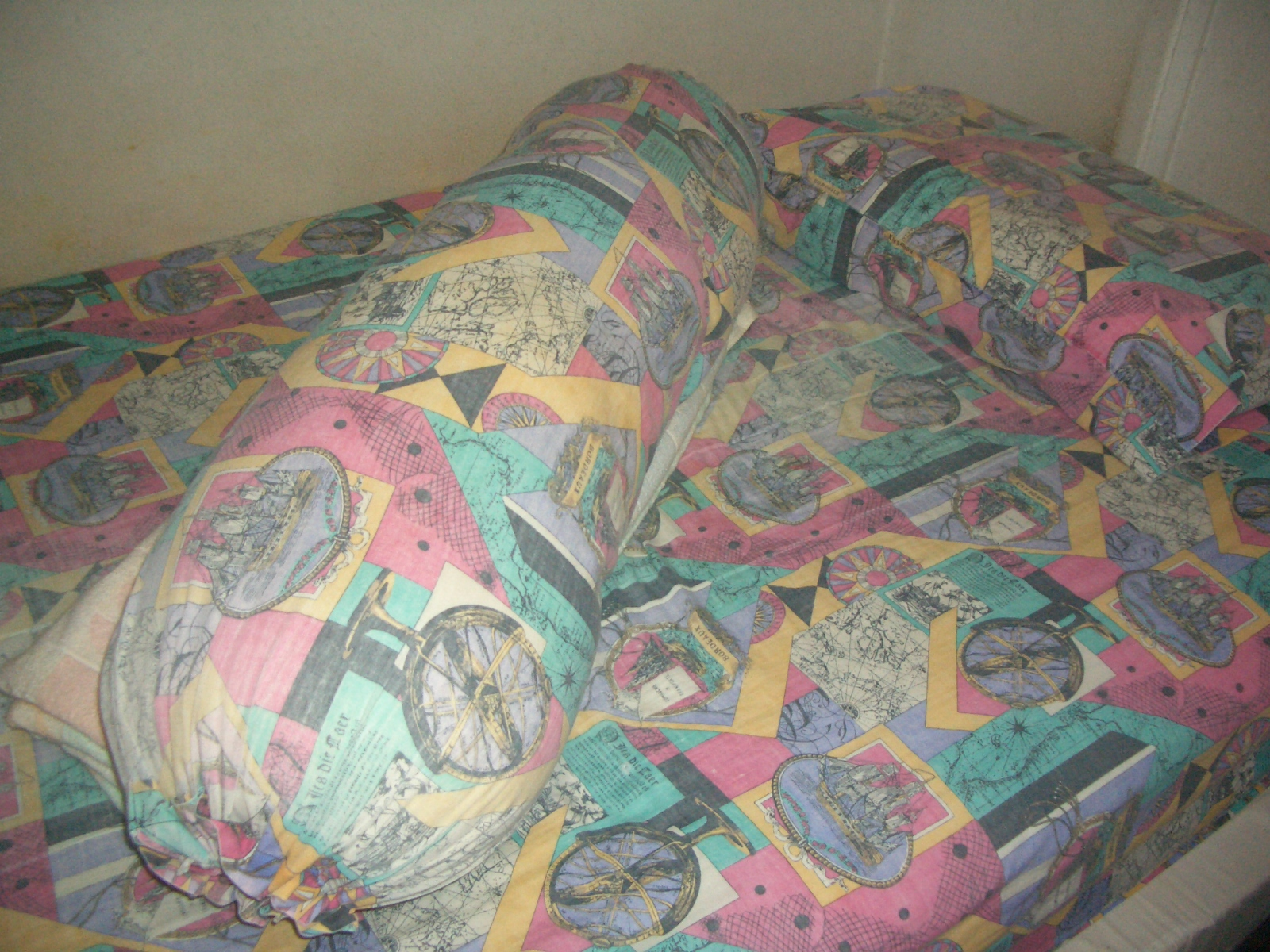
تختخواب با بالش (راست) و متکا (چپ)

مُتَکا یک وام‌واژه عربی در فارسی است که به معنای محل تکیه یا تکیه گاه می‌باشد.
متکا نوعی بالش استوانه‌ای شکل و دراز است. این وسیله هم‌اکنون در شرق و جنوب شرق آسیا برای خواب به کار می‌رود و در ایران نیز کمابیش مورد استفاده است. هر چند استفاده از آن در گذشته بیشتر بوده‌است.
متکا همچنین یکی از لوازم خواب غربی است، ریشه یزدی دارد به گونه‌ای که در تختخواب دو نفره، دو عدد بالش و یک متکا قرار داده می‌شود. این وسیله همچنین برای تکیه دادن هنگام نشستن روی زمین یا مبل مورد استفاده قرار می‌گیرد.